# Jean-Pierre de Beaulieu

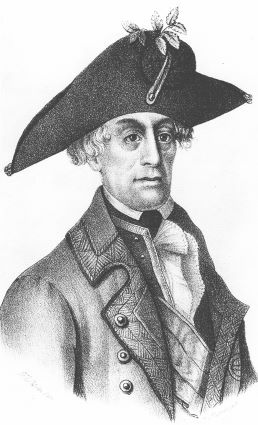
Jean-Pierre de Beaulieu.

Jean-Pierre de Beaulieu, född den 26 oktober 1725 i Lathuy, Brabant, död den 22 december 1819 i Linz, var en österrikisk baron och general.
Beaulieu gick 1743 i österrikisk krigstjänst och deltog med utmärkelse i sjuåriga kriget. Under franska revolutionskrigen förde han befäl i Belgien och utmärkte sig vid flera tillfällen, särskilt 1794 mot Jourdan. Ställd mot Bonaparte i Italien 1796, förmådde han inte värja sig mot dennes nya krigföringssätt och nedlade sitt befäl, sedan han nödgats utrymma Lombardiet.